# Vườn quốc gia Børgefjell
Vườn quốc gia Børgefjell là một vườn quốc gia ở Na Uy, nằm giữa ranh giới của Nord-Trøndelag và Nordland, giáp biên giới Thụy Điển. Khu vực vườn quốc gia này có các đỉnh núi granit màu xám, ít cây cối. Có nhiều hồ, sông. Ở đây là nơi sinh sống của các loại chim, cáo Bắc cực.
Khu vực này chủ yếu là bảo tồn, có ít cơ sở phục vụ du khách.